# Experimento de Davisson–Germer
O experimento de Davisson–Germer foi um experimento físico conduzido pelos físicos americanos Clinton Davisson e Lester Germer em 1927, que confirmou a hipótese de de Broglie. A hipótese de de Broglie dizia que as partículas de matéria (tais como os elétrons) possuem propriedades ondulatórias. Esta demonstração da dualidade onda-partícula foi importante historicamente no estabelecimento da mecânica quântica e da equação de Schrödinger.

## História
Em 1924 Louis de Broglie apresentou sua tese com respeito da onda-partícula, propondo a ideia de que toda matéria apresentava propriedades a dualidade onda-partícula dos fótons. De acordo com de Broglie, para toda matéria e para radiação, a energia E das partículas era relacionada com a frequência de sua onda associada ν, a partir da relação de Planck
{\displaystyle E=h\nu \,}
e que o momento linear da partícula p era relacionado ao seu comprimento de onda λ pelo qual é atualmente conhecido como relação de de Broglie
{\displaystyle p={\frac {h}{\lambda }},}
onde h é a constante de Planck.
Em 1926, após o conhecimento dos resultados preliminares de Davisson and Germer, Walter Elsasser observou que a natureza ondulatória da matéria poderia ser investigada por experimentos de espalhamento de elétrons em sólidos cristalinos, assim como a natureza ondulatória dos raios X foi confirmada por meio dos experimentos de espalhamento de raios X em sólidos cristalinos.
Em 1927, no Bell Labs, Clinton Davisson e Lester Germer lançaram elétrons lentos em um alvo de níquel cristalino. A dependência angular da intensidade dos elétrons refletidos foi medida, e foi verificado que hvia um padrão de difração semelhante àqueles previstos por Bragg para os raios X. Esse experimento foi replicado por George Paget Thomson.
O experimento confimou a hipótese de de Broglie, segundo a qual a matéria pode apresentar uma propriedade ondulatória. Isto, em combinação com o experimento de Arthur Compton, estabeleceu a hipótese da dualidade onda-partícula, que foi um passo fundamental na teoria quântica.